# Biserica de lemn din Făureni, Cluj

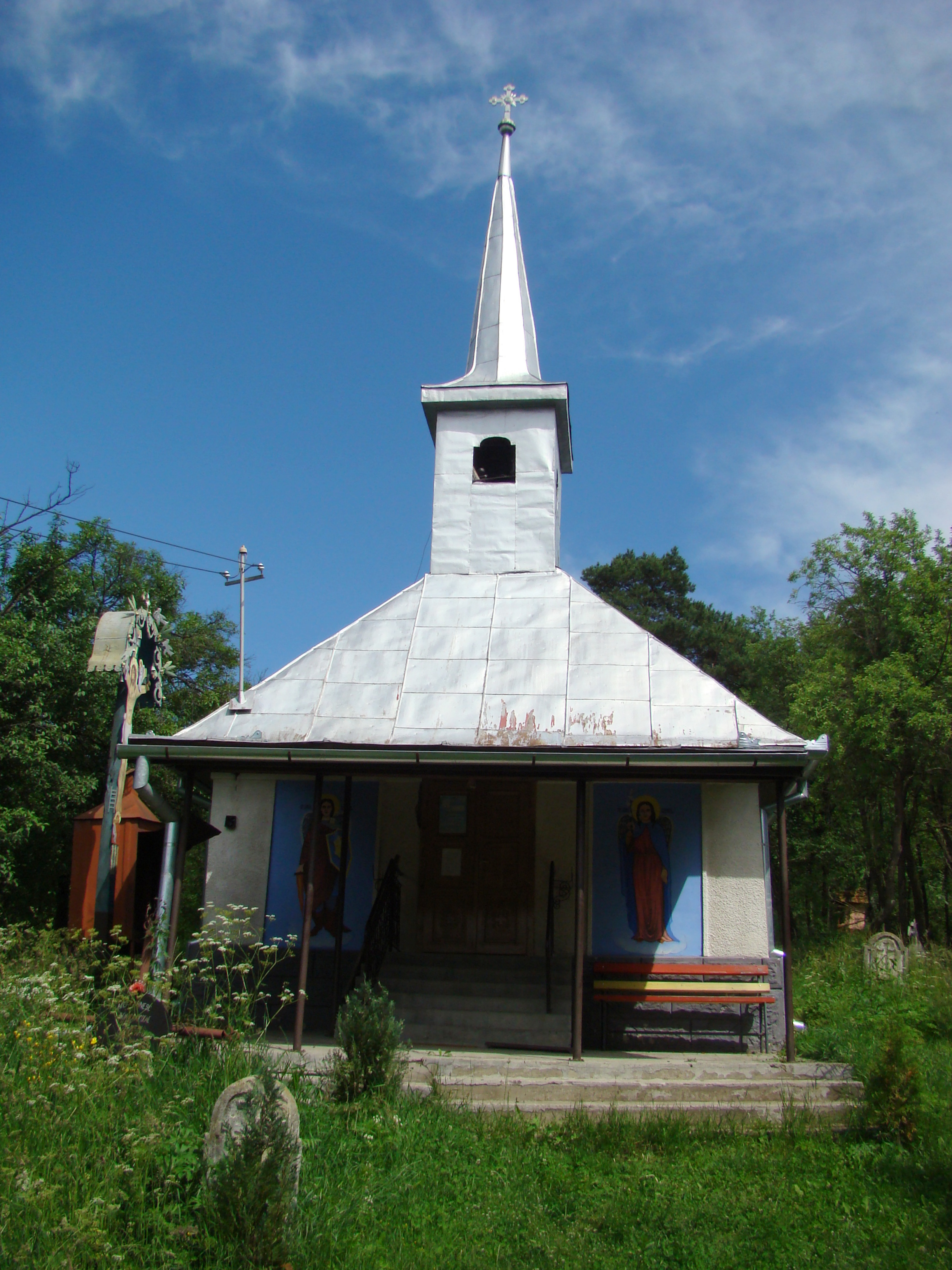
Biserica de lemn din Făureni, comuna Vultureni, județul Cluj, foto: iunie 2013.

Biserica de lemn din Făureni, comuna Vultureni, județul Cluj, a fost construită în anul 1874. Are hramul „Sfinții Arhangheli Mihail și Gavriil”.

## Istoric și trăsături
Biserica a fost ctitorită în anul 1874, prin eforturile și contribuțía credincioșilor. Este construită din lemn, în formă de navă și este acoperită cu tablă. A fost construită de greco-catolici, în posesia cărora a fost până în anul 1948. Printre preoții slujitori la biserica din Făureni s-a numărat și Teofil Herineanu, ajuns ulterior Arhiepiscop al Vadului, Feleacului și Clujului.
Între anii 2002-2003 au avut loc lucrări majore de reparații. A fost montat un iconostas nou, sculptat în lemn de tei, au fost înlocuite tetrapoadele și candelabrele, iar biserica a fost pictată în tehnica tempera de pictorul Manciu Matei.
Biserica a fost distrusă în totalitate de un incendiu în seara zilei de 9 martie 2018.

## Imagini

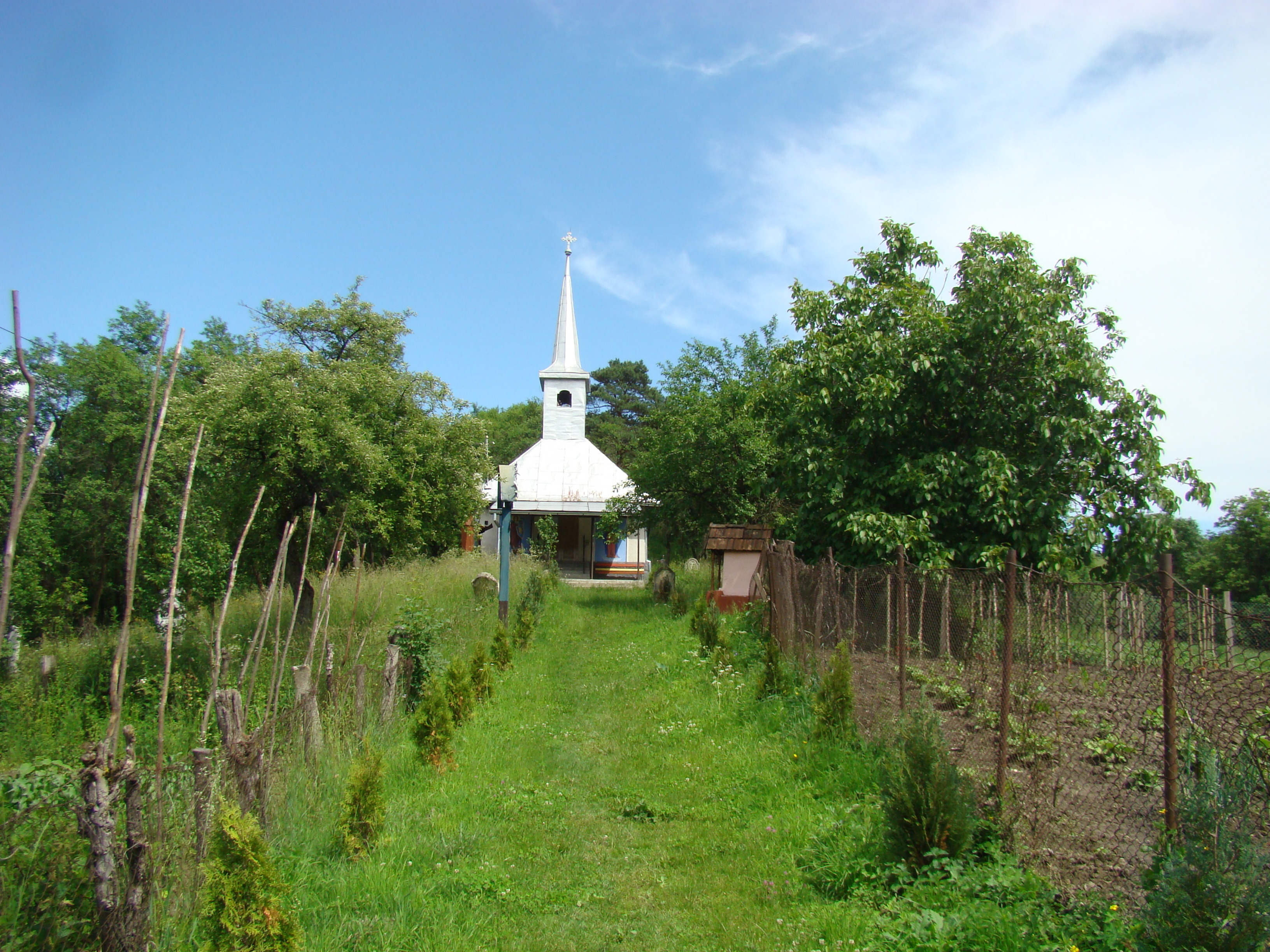
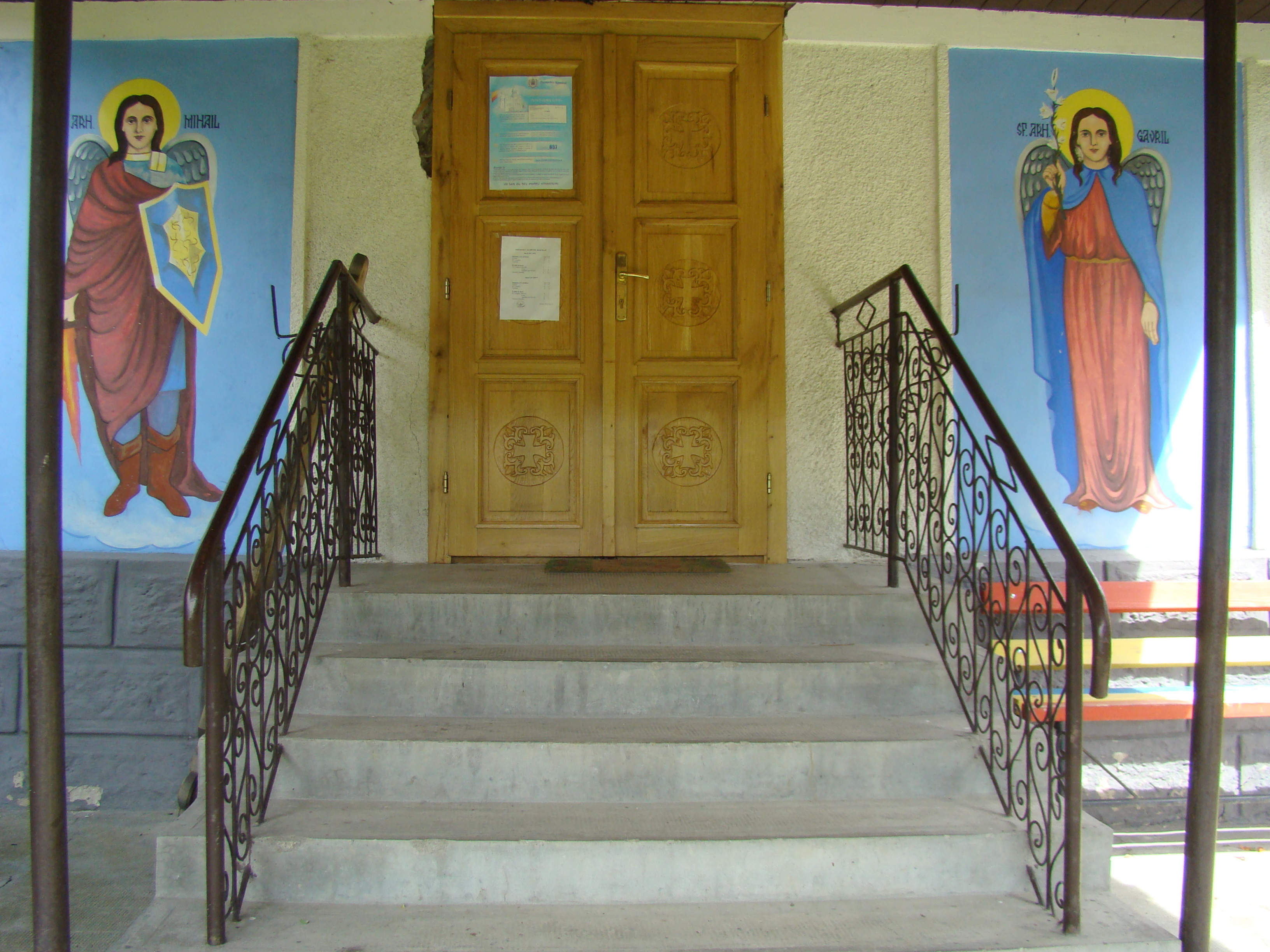
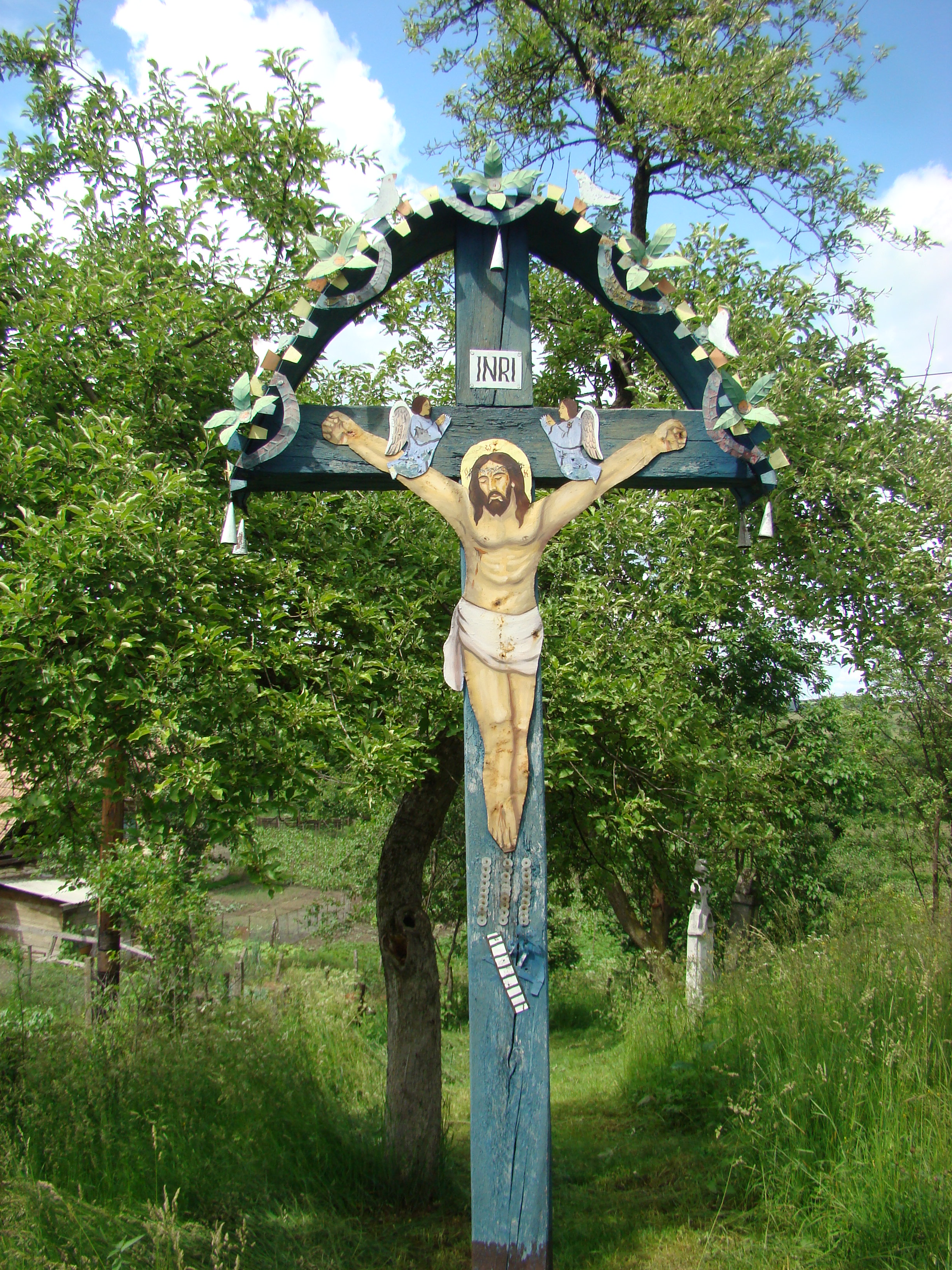
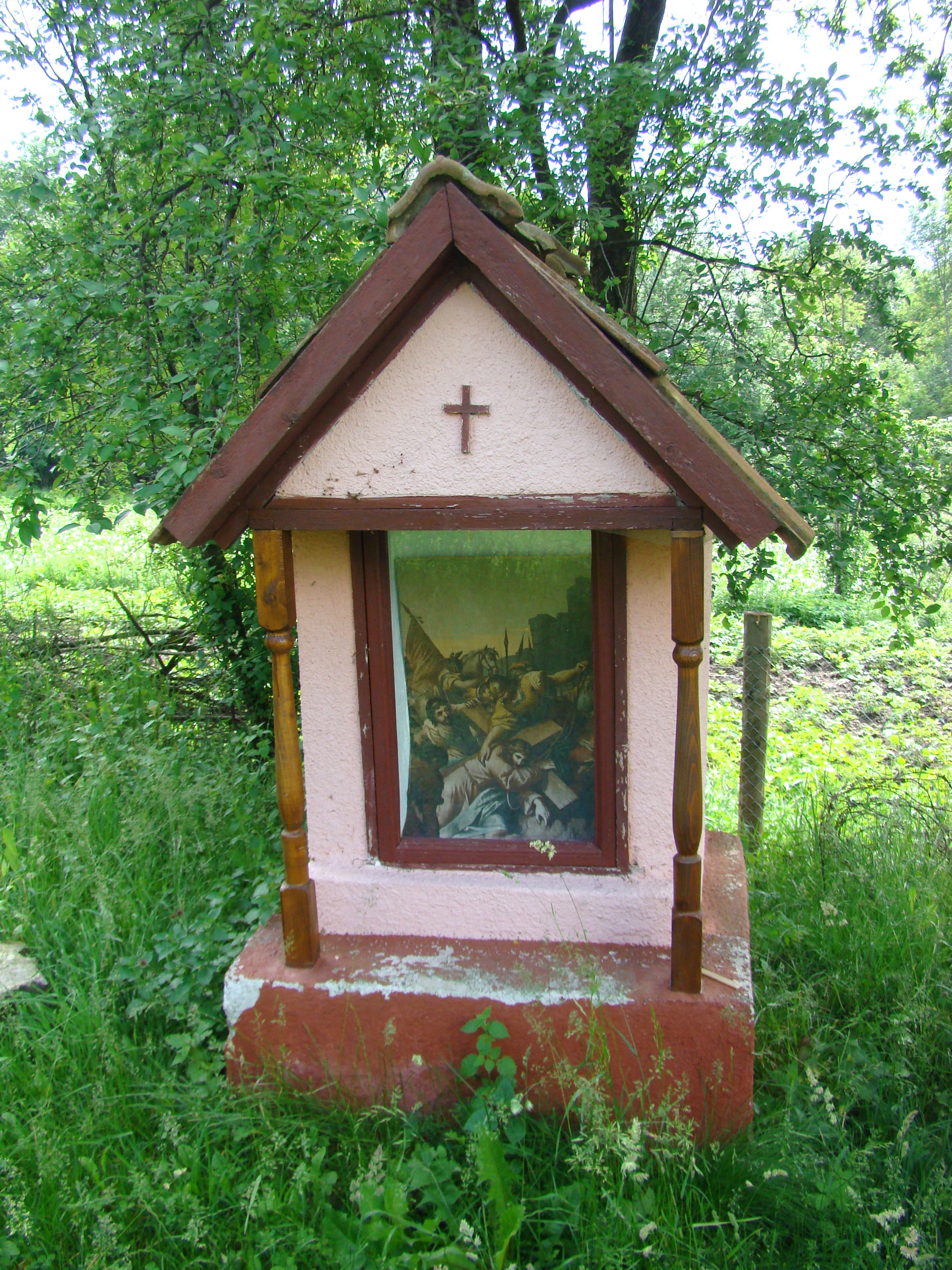
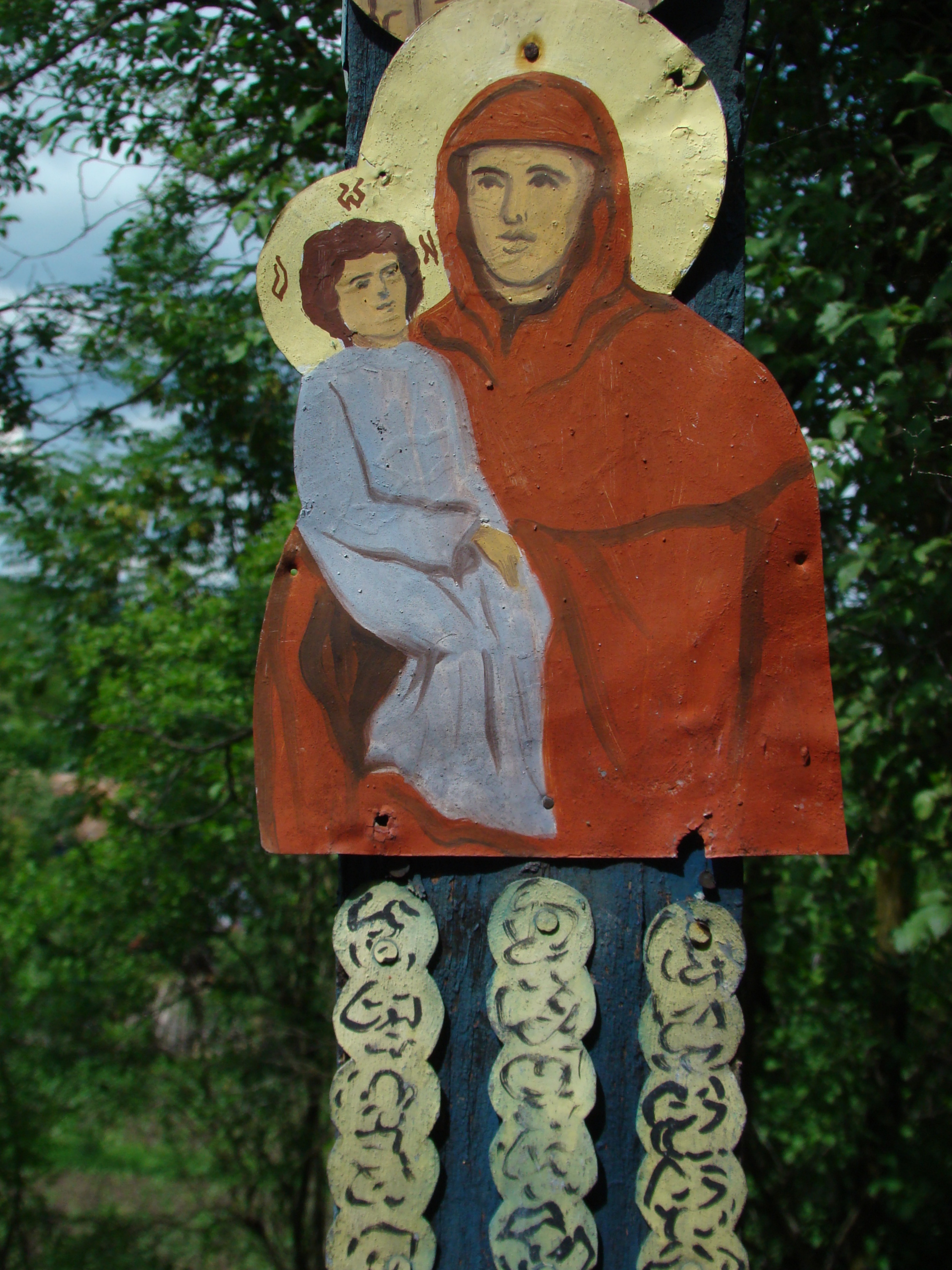
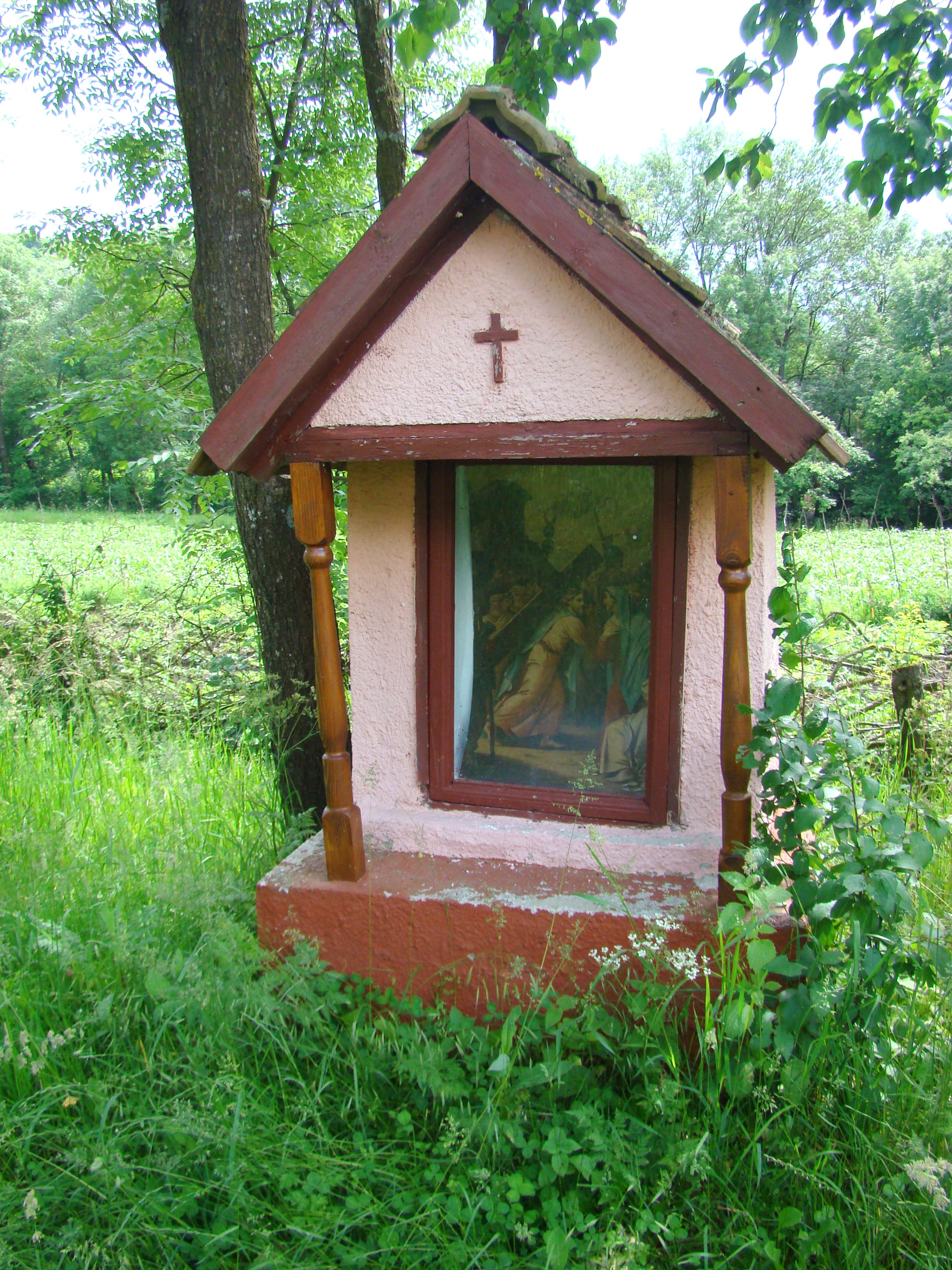
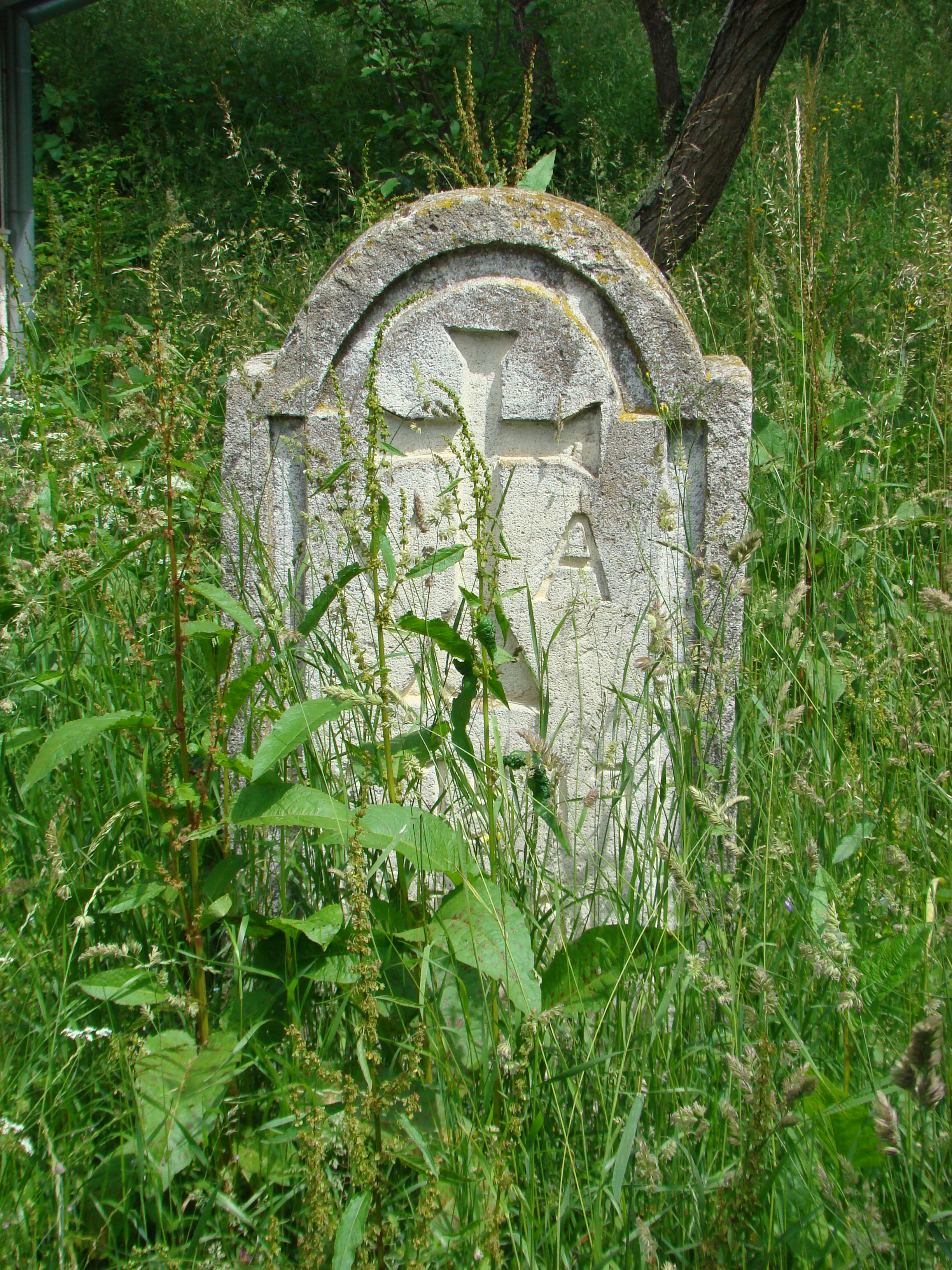
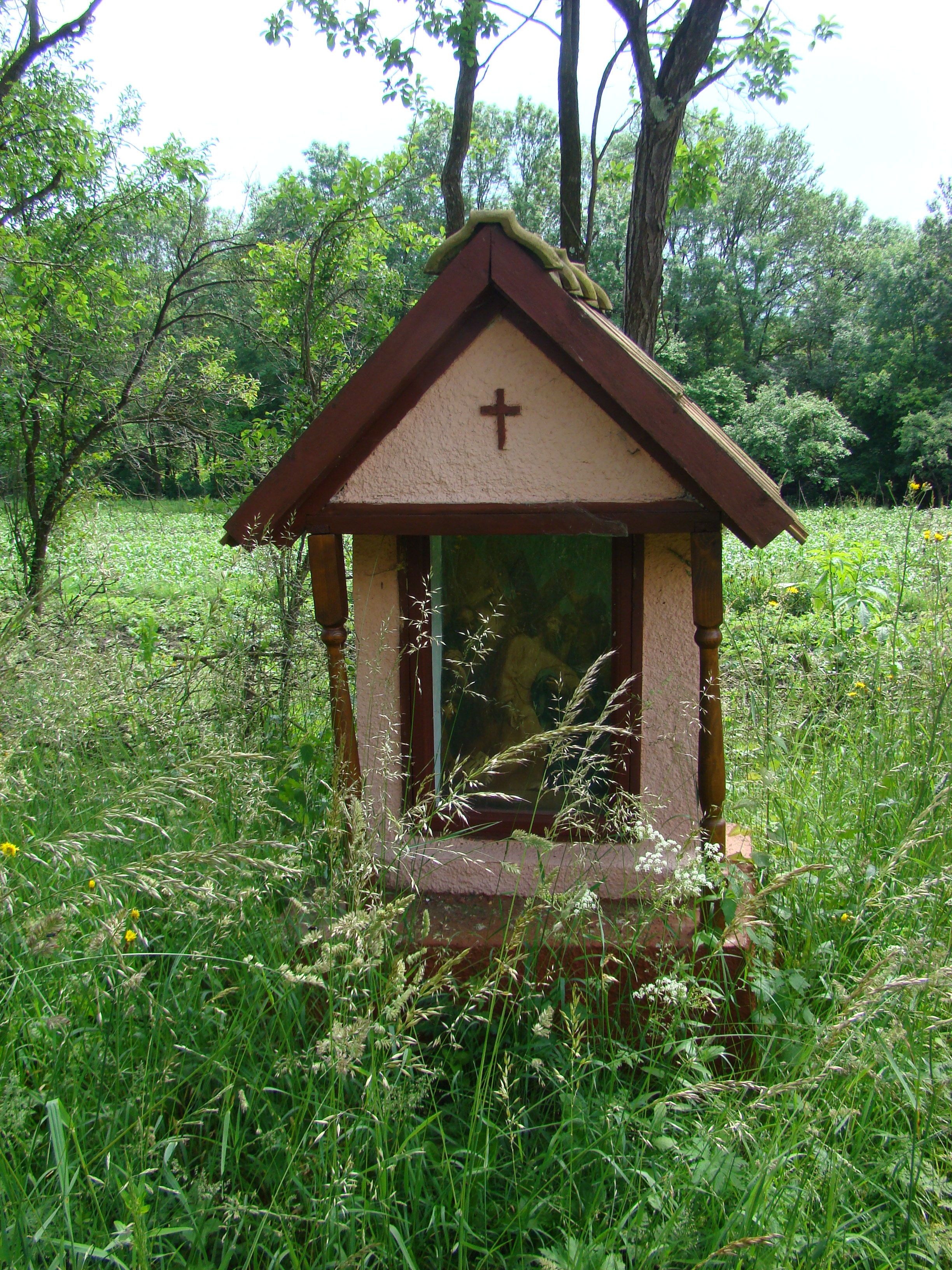
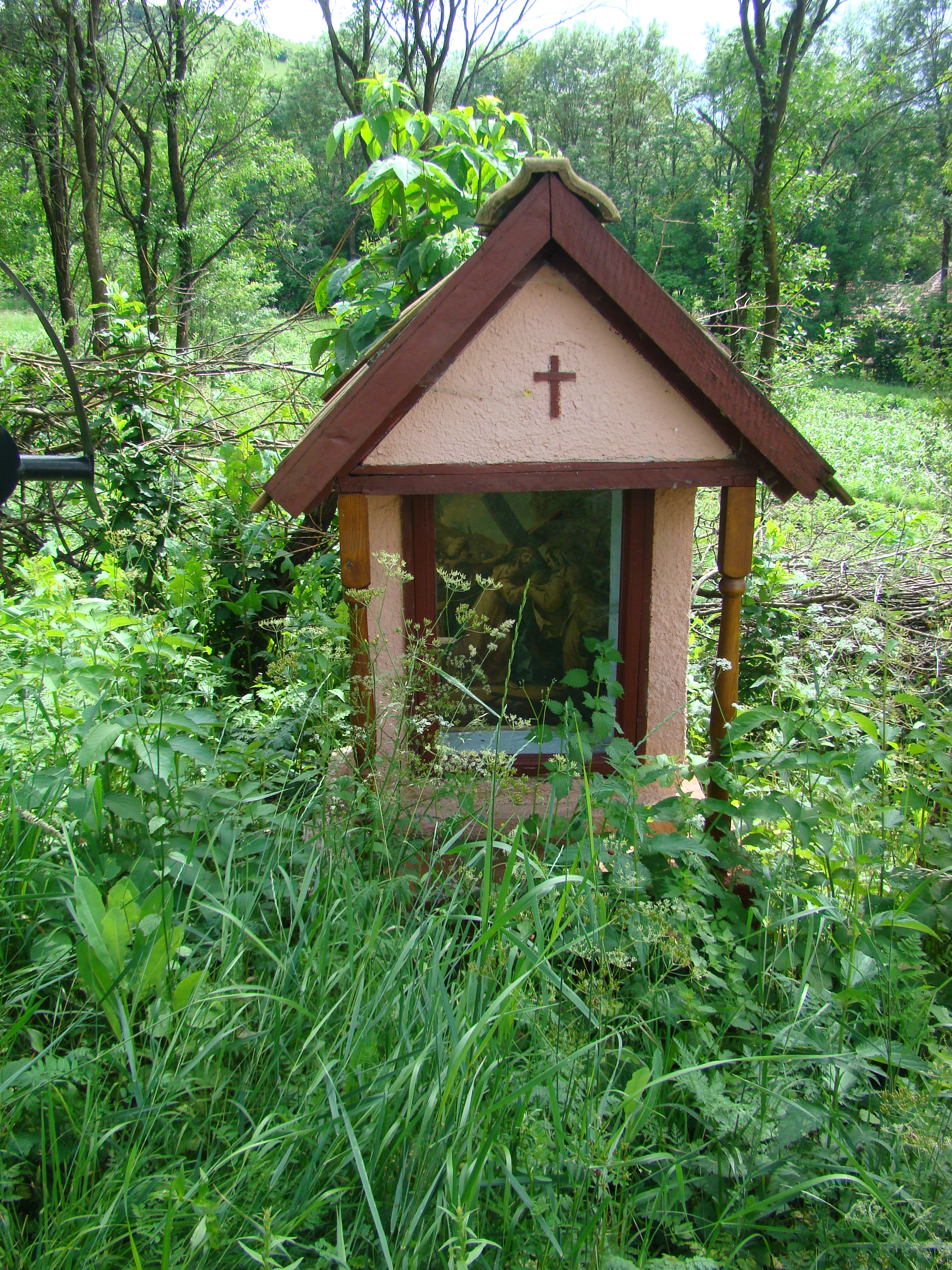
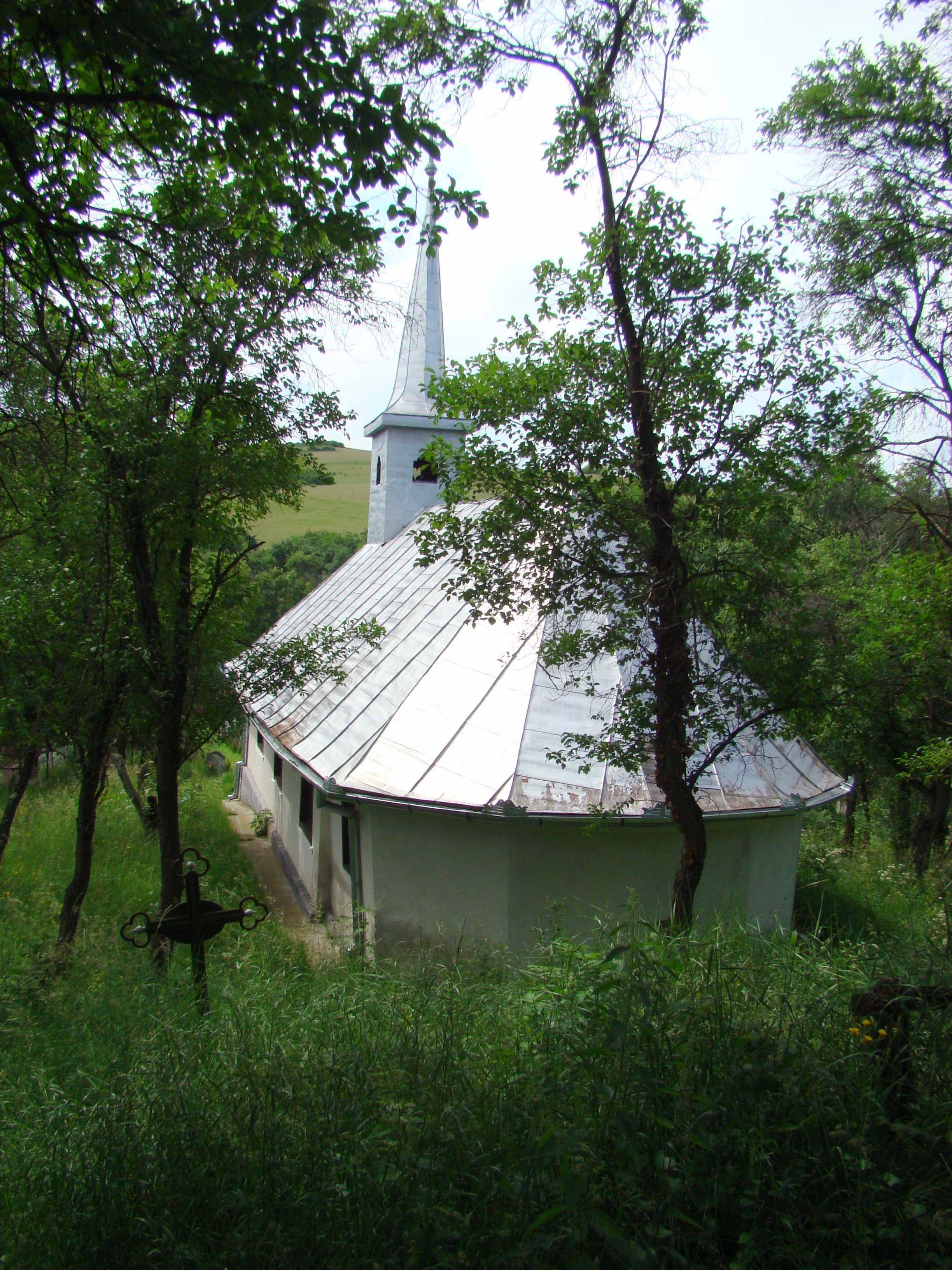
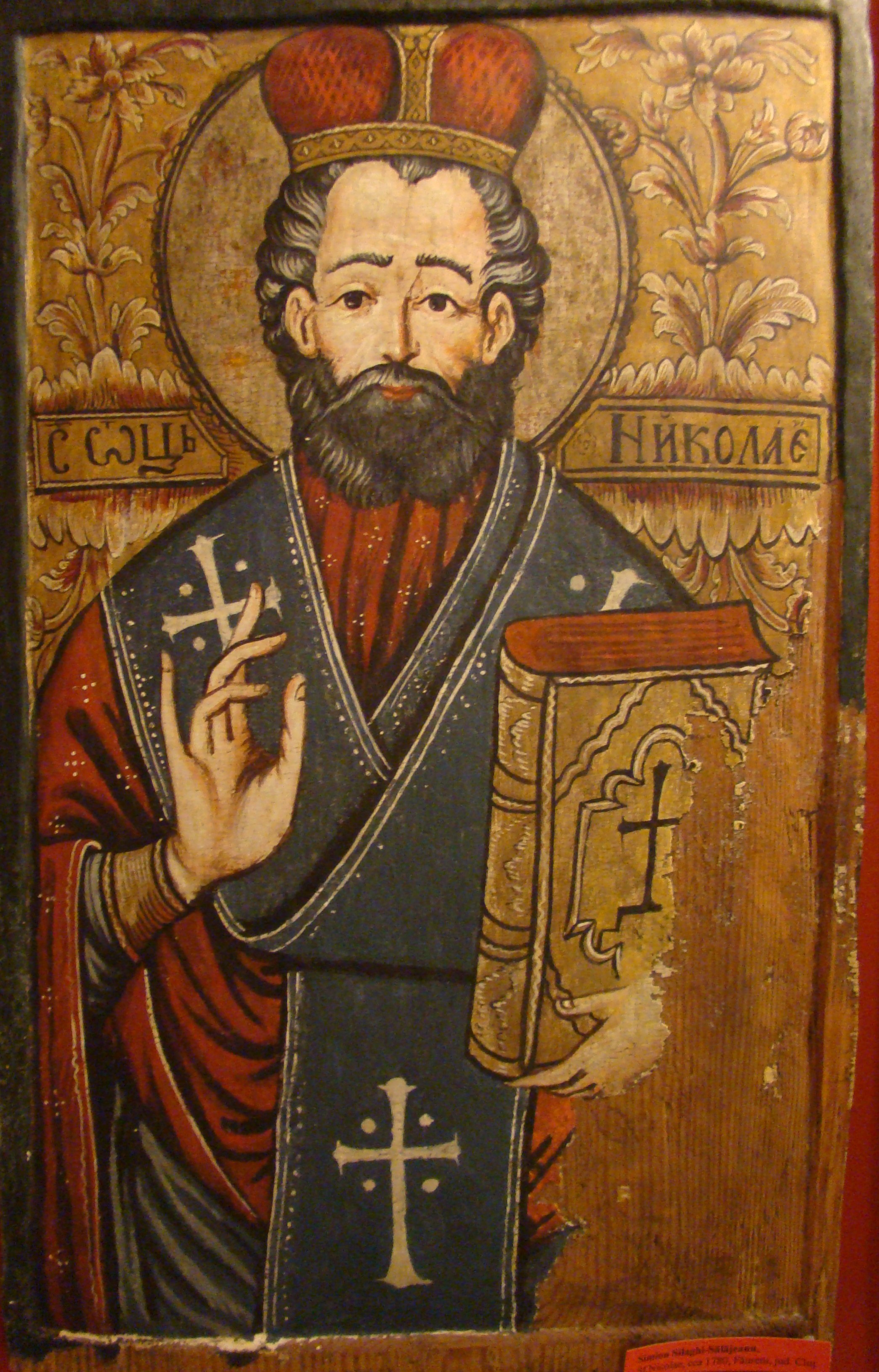
Sfântul Nicolae (cca 1780, icoană pictată de Simion Silaghi Zugravu pentru ctitoria de lemn anterioară din Făureni, Cluj)